# San Martín (Buenos Aires)
San Martín is een plaats in het Argentijnse bestuurlijke gebied San Martín in de provincie Buenos Aires. De plaats telt 28.399 inwoners.

## Religie
Het is sinds 1961 de zetel van het rooms-katholieke bisdom San Martín.

## Geboren
- Luis Bacalov (1933-2017), filmcomponist
- Néstor Togneri (1942-1999), voetballer
- Marcos Milinkovic (1971), volleyballer
- Pablo Mouche (1987), voetballer
- Nicolás Gaitán (1988), voetballer
- Enzo Fernández (2001), voetballer
- Santiago Castro (2004), voetballer